# Ficicis varians
Ficicis varians is een keversoort uit de familie snuitkevers (Curculionidae). De wetenschappelijke naam van de soort werd in 1910 gepubliceerd door Arthur Mills Lea.